# Amiota cerata
Amiota cerata är en tvåvingeart som beskrevs av Chen och Masanori Joseph Toda 2007. Amiota cerata ingår i släktet Amiota och familjen daggflugor. Inga underarter finns listade i Catalogue of Life.